# Pettyes cankó
A pettyes cankó (Tringa guttifer) a madarak osztályának lilealakúak (Charadriiformes) rendjébe, ezen belül a szalonkafélék (Scolopacidae) családjába tartozó faj.

## Rendszerezése
A fajt Alexander von Nordmann finn biológus írta le 1835-ben, a Totanus nembe Totanus guttifer néven.

## Előfordulása
Oroszország keleti részén, Dél-Koreában, Kínában, Hongkongban és Tajvanon költ, Bangladesben, Thaiföldön, Kambodzsában, Vietnámban és Malajzián telel. Kóborló példányai eljutnak Japán, Észak-Korea, India, Srí Lanka, Mianmar, Szingapúr, a Fülöp-szigetek, Indonézia és Ausztrália területére is.
Természetes élőhelyei a tűlevelű erdők, mérsékelt övi gyepek, sós és édesvizű mocsarak, lápok és tavak, valamint szántóföldek.

## Megjelenése
Testhossza 32 centiméter, testtömege 136-158 gramm.
|  |

## Természetvédelmi helyzete
Az elterjedési területe még elég nagy, egyedszáma 600-1300 példány közötti és csökken. A Természetvédelmi Világszövetség Vörös listáján veszélyeztetett fajként szerepel.